# Thomas Tuschl
Thomas Tuschl (* 1. Juni 1966 in Altdorf bei Nürnberg) ist ein deutscher Biochemiker und Molekularbiologe, der auf dem Gebiet der Ribonukleinsäure-Forschung tätig ist.

## Leben
Nach seinem Chemiestudium in Regensburg und Grenoble wurde Tuschl mit einer Doktorarbeit am Max-Planck-Institut für experimentelle Medizin in Göttingen 1995 promoviert. Anschließend verbrachte er vier Jahre als Postdoctoral Fellow am Whitehead-Institut für biomedizinische Forschung des Massachusetts Institute of Technology (MIT) in Cambridge, USA.
1999 kehrte er als Gruppenleiter nach Göttingen zurück, diesmal an das Max-Planck-Institut für biophysikalische Chemie. Dort erlangte er internationales Ansehen im Bereich der Genforschung, als er 2001 mit seiner Arbeitsgruppe das Verfahren der RNA-Interferenz, das als künstlicher Eingriff zuvor in Wirbeltieren nicht funktionierte, auch für menschlichen Zellen entwickelte.  Damit ist es möglich, einzelne Gene „abzuschalten“, indem synthetisch hergestellte kurze RNA-Stränge in die Zelle eingeschleust werden, dort die betreffende mRNA zerstören und somit ein einzelnes Gen deaktivieren. Mögliche zukünftige Anwendungen dieses Verfahrens finden sich bei der Behandlung von Tumoren oder Erbkrankheiten. Auch die Funktion einzelner Gene kann so besser erforscht werden. Die RNA-Interferenz gilt daher als bahnbrechendes Verfahren in der Genforschung.
2003 folgte Tuschl einem Ruf als Professor und Laborleiter an die Rockefeller University in New York, wo er seither seine Forschungen fortsetzt. Er beschäftigt sich dort insbesondere mit Mikro-RNA, kleinen RNA-Abschnitten, die von einer Zelle selbst gebildet werden und dort ähnlich wie die eingebrachten synthetischen RNA-Stränge RNA-Interferenz verursachen. 2009 wurde er in die Deutsche Akademie der Naturforscher Leopoldina gewählt.
Einen Ruf an die FU Berlin auf eine Humboldt-Professur lehnte Tuschl Anfang 2009 ab, was zu einer öffentlich ausgetragenen Auseinandersetzung zwischen dem Forscher und der Universitätsleitung führte, da diese seinen Ansprüchen an die Laborausstattung und Assistentenstellen nicht nachkommen wollte.
Während ein Artikel des Stern ihn 2004 schon „auf dem Weg zum Nobelpreis“ sah, ging Tuschl bei der Verleihung 2006, die Arbeiten zur RNA-Interferenz auszeichnete (Andrew Z. Fire, Craig Mello), leer aus, was sein Mentor Phillip Allen Sharp mit „Das Leben ist nicht fair“ kommentierte.

## Preise
Für seine Arbeiten erhielt Tuschl mehrere nationale und internationale Preise.
- 2008: Ernst Jung-Preis
- 2007: Max-Delbrück-Medaille, Berlin
- 2007: Karl Heinz Beckurts-Preis
- 2005: Ernst-Schering-Preis, Berlin
- 2005: Meyenburg-Preis, Heidelberg
- 2005: Dr. Albert Wander Gedenk-Preis, Bern, Schweiz
- 2003: Mayor’s Award for Excellence in Science and Technology, New York, USA
- 2003: Wiley Prize in Biomedical Sciences, The Wiley Foundation, USA
- 2003: Newcomb Cleveland Prize, American Association for the Advancement of Science, USA
- 2002: Eppendorf Young Investigator Award, Hamburg
- 2002: Klung-Wilhelmy-Weberbank-Preis, Berlin
- 1999: BioFuture Preisträger